# Bamun Sualkuchi
Bamun Sualkuchi é uma vila no distrito de Kamrup, no estado indiano de Assam.

## Demografia
Segundo o censo de 2001, Bamun Sualkuchi tinha uma população de 7123 habitantes. Os indivíduos do sexo masculino constituem 49% da população e os do sexo feminino 51%. Bamun Sualkuchi tem uma taxa de literacia de 74%, superior à média nacional de 59,5%; com 54% para o sexo masculino e 46% para o sexo feminino. 10% da população está abaixo dos 6 anos de idade.